# Maurice Vèzes
 (décembre 2017).
Maurice Vèzes, né à Agen le 20 novembre 1864 et mort le 30 janvier 1935 à Bordeaux, est un chimiste bordelais. Entre 1888 et 1893, il occupe le poste d’agrégé-préparateur à l’École normale supérieure, dont il est diplômé. En 1894, il vient à Bordeaux pour travailler sur la chimie minérale. Il crée le Laboratoire de chimie appliquée à l’industrie des résines en 1900 et continue officiellement à remplir la fonction de directeur jusqu’en 1925, mais garde le statut de directeur honoraire jusqu’à la fin de sa vie. En 1901, à l’âge de trente-sept ans, il obtient le poste de titulaire de la chaire de chimie minérale, qu’il occupe jusqu’en 1924, année où ses problèmes de santé le forcent à prendre une retraite prématurée. Ses recherches portent entre autres sur la chimie et l’industrie des résines de pin. 